# Перницо (Болоња)
Перницо (итал. Pernizzo) је насеље у Италији у округу Болоња, региону Емилија-Ромања.
Према процени из 2011. у насељу је живело 3 становника. Насеље се налази на надморској висини од 173 м.